# Lendvadedes
Lendvadedes község Zala vármegyében, a Lenti járásban. Közigazgatásilag a falu a rédicsi körjegyzőséghez tartozik. Lakossága kevesebb, mint 50 fő, lakónépesség tekintetében Magyarország tizenhatodik legkisebb települése.

## Fekvése
A Zalai-dombságban, ezen belül a Kerka-vidéken, illetve a Hetés tájegységben helyezkedik el, közvetlenül a szlovén határ mellett. Közigazgatási határa délnyugaton valamivel kevesebb, mint másfél kilométer hosszan esik egybe az országhatárral.
A közvetlenül határos települések a határ magyar oldalán: kelet felől Gosztola, délkelet felől Tornyiszentmiklós, északnyugat felől pedig Rédics. A legközelebbi város Lenti, mintegy 7 kilométerre északkeletre.
A határ túloldalán a két legközelebbi település Csente (Čentiba) és Völgyifalu (Dolina pri Lendavi), de határátkelő hiányában egyikkel sincs közvetlen közúti kapcsolatban.

### Megközelítése
Zsáktelepülésnek tekinthető, mivel belterülete csak közúton érhető el, és lényegében csak egy irányból, a 75-ös főútból Rédics északkeleti szélén dél felé kiágazó 75 155-ös számú mellékúton. Megközelíthető Lenti felől is, Gosztolán keresztül egy önkormányzati úton, de az is a 75 155-ös útba csatlakozik bele még Lendvadedestől északra. A környék más településeivel nincs közvetlen közúti kapcsolata.
A legközelebbi határátkelőhely a 86-os főút déli végpontjánál található határátkelő, Rédics közigazgatási területének délnyugati szélén; a főút ott a szlovéniai H7-es autóúthoz csatlakozik, amely pedig az ottani A5-ös autópályával kapcsolja össze ezt a térséget.
Vasútvonal sem érinti, a legközelebbi vasúti csatlakozási lehetőséget a Zalaegerszeg–Rédics-vasútvonal Rédics vasútállomása kínálja, körülbelül 7 kilométerre északnyugatra.

## Nevének eredete
1898-ban felvett Lendva előtagját a Lendva-patakról kapta, míg a "dedes" utótag (korábban önálló falunév) feltehetőleg egy személynévből származik.

## Története
Első írásos említése 1291-ből származik (Dedusfolwa); egy 1379-es oklevél már Dedes néven említi, a Lendvadedes nevet 1898-ban vette fel.
A település egykori földesurai a környék falvaihoz hasonlóan az alsólendvai Bánffy család, Esterházy család és a Szapáry családok tagjai voltak.
A falu zsáktelepülés jellege és a határ közelsége miatt elszigetelődött, kevéssé tudott fejlődni.

## Közélete

### Polgármesterei
- 1990–1994: Bodó Csaba (független)[5]
- 1994–1998: Özv. Tóth Lászlóné (független)[6]
- 1998–2002: Tóth Lászlóné (független)[7]
- 2002–2006: Lőrincz Jenő (független)[8]
- 2006–2010: Szabadi Tamás (független)[9]
- 2010–2014: Szabadi Tamás (független)[10]
- 2014–2019: Szabadi Tamás (független)[11]
- 2019–2024: Kovács Ferenc (független)[12]
- 2024– : Kovács Ferenc (független)[1]

A településen az 1994-es polgármester-választás országos szinten is különleges volt, abban az értelemben, hogy a választás mindkét jelöltje azonos asszonynéven indult, a szavazólapon csak az előnevükben különböztek (a választás győztese, özv. Tóth Lászlóné az id. Tóth Lászlónét győzte le).

## Népesség
A település népességének változása:
| Lakosok száma | 25   | 28   | 29   | 27   | 29   | 30   | 32   |
|               | 2013 | 2014 | 2015 | 2021 | 2022 | 2023 | 2024 |

2022-ben a lakosság 89,7%-a vallotta magát magyarnak, 6,9% egyéb, nem hazai nemzetiségűnek (10,3% nem nyilatkozott; a kettős identitások miatt a végösszeg nagyobb lehet 100%-nál). Vallásuk szerint 41,4% volt római katolikus, 13,8% református, 3,4% egyéb keresztény (41,4% nem válaszolt).

## Nevezetességei
- Horgásztó[14]
- Harangláb két különböző méretű haranggal[15]
- Régi présházak[15]